# Торита ди Сјена
Торита ди Сјена (итал. Torrita di Siena) је насеље у Италији у округу Сијена, региону Тоскана.
Према процени из 2011. у насељу је живело 5347 становника. Насеље се налази на надморској висини од 263 м.

## Становништво
Према резултатима пописа становништва 2011. у општини је живело 7.357 становника.
| 1931. | 1936. | 1951. | 1961. | 1971. | 1981. | 1991. | 2001. | 2011. |
| ----- | ----- | ----- | ----- | ----- | ----- | ----- | ----- | ----- |
| 6.163 | 6.304 | 6.678 | 6.469 | 6.753 | 7.116 | 7.071 | 7.121 | 7.357 |